# Sansepolcro
Sansepolcro (korábban Borgo San Sepolcro) település Olaszországban, Toszkána régióban, Arezzo megyében. Lakosainak száma 15 125 fő (2023. január 1.). Sansepolcro Anghiari, Badia Tedalda, Borgo Pace, Citerna, Città di Castello, San Giustino és Pieve Santo Stefano községekkel határos.

## Népesség
A település lakossága az elmúlt években az alábbi módon változott:

| 2018 | 15 876 |
| 2023 | 15 125 |